# Ceratosoma jankowskii
Ceratosoma jankowskii är en mångfotingart som beskrevs av Jawlowski 1938. Ceratosoma jankowskii ingår i släktet Ceratosoma och familjen knöldubbelfotingar. Inga underarter finns listade i Catalogue of Life.